# Tử vong ở trẻ em
Tử vong ở trẻ em nói về cái chết của trẻ em dưới 15 tuổi và bao gồm tử vong sơ sinh, tử vong dưới 5 tuổi và tử vong ở trẻ em từ 5–14 tuổi. Nhiều trẻ em tử vong không được báo cáo vì nhiều lý do, kể cả thiếu đăng ký khai tử và thiếu dữ liệu về trẻ em di cư. Nếu không có dữ liệu chính xác về tử vong trẻ em, chúng ta không thể khám phá và chống lại những rủi ro lớn nhất đối với cuộc sống của trẻ.
Giảm tỷ lệ tử vong ở trẻ em được phản ánh trong một số Mục tiêu Phát triển Bền vững của Liên Hợp Quốc. Tiến bộ nhanh chóng đã dẫn đến sự suy giảm đáng kể trong tử vong trẻ em có thể phòng ngừa được kể từ năm 1990, với tỷ lệ tử vong trẻ em dưới 5 tuổi trên toàn cầu giảm hơn một nửa từ năm 1990 đến năm 2016. Trong khi năm 1990, 12,6 triệu trẻ em dưới năm tuổi chết, năm 2016 con số này đã giảm xuống còn 5,6 triệu trẻ em. Tuy nhiên, bất chấp những tiến bộ này, vẫn còn 15.000 trẻ em dưới 5 tuổi tử vong mỗi ngày do nguyên nhân chủ yếu có thể ngăn ngừa được. Khoảng 80% trong số này xảy ra ở châu Phi cận Sahara và Nam Á, và chỉ có 6 quốc gia chiếm một nửa số tử vong dưới 5 tuổi: Ấn Độ, Nigeria, Pakistan, Cộng hòa Dân chủ Congo, Ethiopia và Trung Quốc. 45% số trẻ em này đã tử vong trong 28 ngày đầu đời.